# Френсіс Бекон (художник)

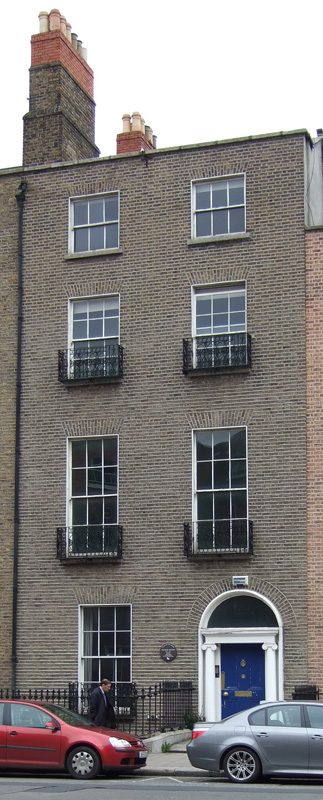
Бегот Стріт 63 в Південному Дубліні — місце народження Френсіса Бекона, яке було відзначене меморіальною дошкою в 1999 році

Френсіс Бекон (англ. Francis Bacon; 28 жовтня 1909, Дублін — 28 квітня 1992, Мадрид) — британський художник-експресіоніст ірландського походження.

## Творчість

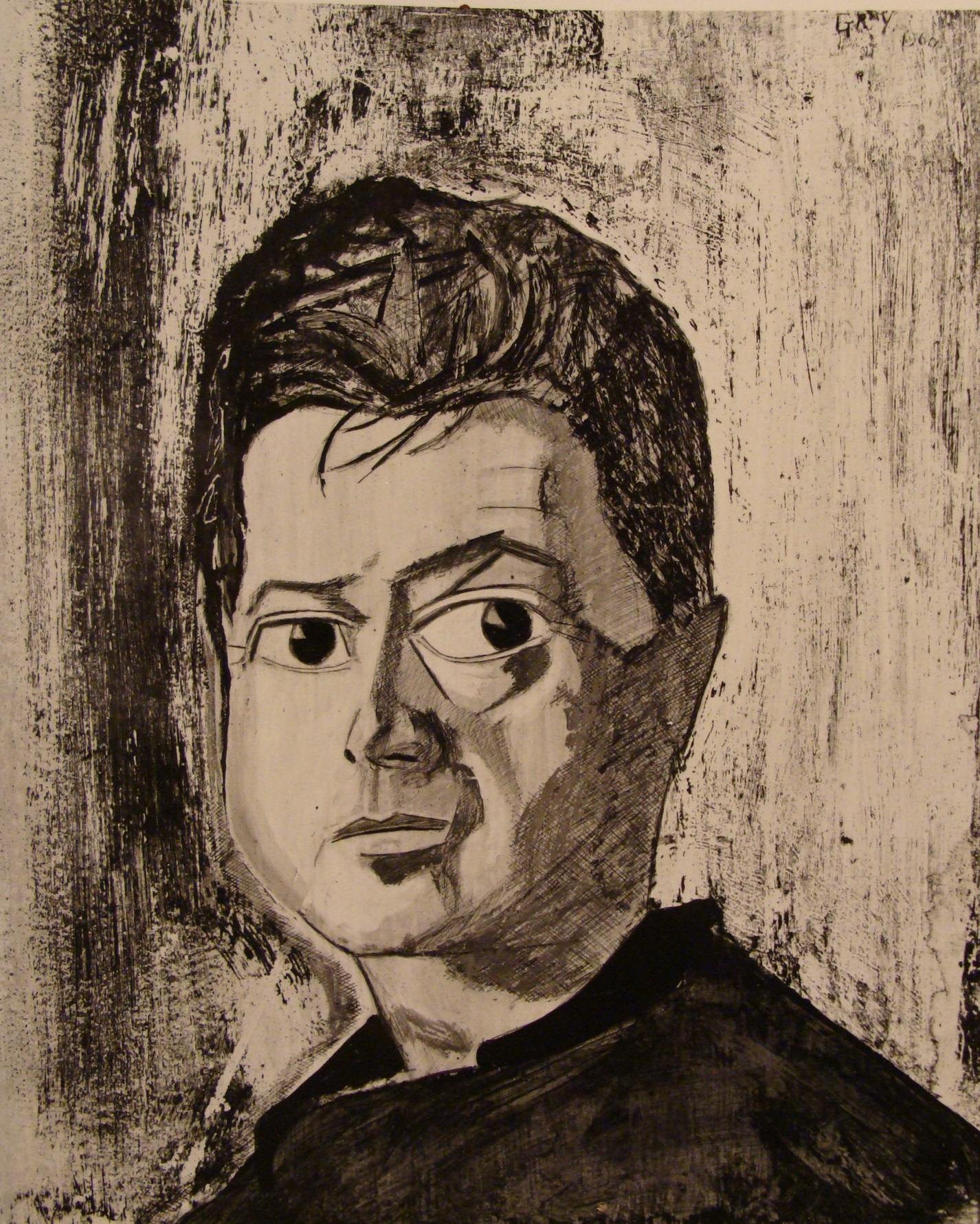
Портрет Френсіса Бекона пензля Реджінальда Грея

Перші картини Бекон почав писати у 20 років та його діяльність тривала епізодично близько наступних 15 років. Сумніваючись у своєму таланті художника, він заробляв на життя декоруванням килимів і меблів. Відомим Френсіс Бекон став у 1944 році після створення картини Три етюди фігур в ногах Розп'яття.
Посмертно, художник отримав популярність, як один з найкращих художників кінця XX ст. В листопаді 2013 року його робота Три етюди Луціана Фройда був проданий на аукціоні за суму 142,4 млн дол. США — максимальна ціна аукціону за твір мистецтва без урахування інфляції.
В 2015 році невелике полотно, написане Беконом олією у 1989 році під назвою «Етюд до портрета Хосе Капело», було викрадено з мадридської квартири банкіра Капело разом з ще чотирма іншими роботами Бекона та сейфом з рідкісними монетами та коштовностями. Одні лише картини оцінили у понад 25 млн €. Через це крадіжку назвали однією з найбільших, будь-коли скоєних в Іспанії. 23 травня 2024 року, за повідомленням агентства Reuters, картину «Етюд до портрета Хосе Капело» вартістю 5,4 млн дол. США, було знайдено іспанською поліцією.

## Стиль
Живопис Френсіса Бекона передає трагедію існування. Це — свого роду крик, який не має меж та кордонів. Сюжетний простір: не тварини, не люди — самотні розчепірені фігури, які мучаться на унітазі, на поверхні лежака або — на стільці; у ванній або — в якомусь потаємному, інтимному місці. Герої представленні у вигляді виродків, монстрів: однооких, безруких, ампутованих, членистоногих.
Маючи активну зацікавленість до його робіт музеями світу, Бекон, проте, не часто купувався платоспроможною англійською публікою з метою декорації приватних резиденцій. Колишня прем'єр-міністр Маргарет Тетчер якось назвала його «Людиною, яка малює ці жахливі картини».
Живопис Френсіса Бекона завжди на межі ризику, вкрай експресивний і імпровізаційний. Проте, композиційна спроба організації простору у Бекона постійна: перспектива, лінія горизонту, параметри тривимірного простору (на прикладі подібності клітини або акваріума).
Якщо ранні роботи Бекона переважно темних тонів, то надалі живописні полотна стають більш інтенсивними за кольором і навіть — декоративними (улюблені художником жовті, полуничні, вишневі, помаранчеві, чорні — теплі і відкриті яскраві кольори гами; рідше — холодні, де перевага віддається — сірим, темно-синім, сіро-зеленим відтінкам).
Вся енергія і експресивність живопису Бекона втілена в скульптурній тілесності, в зламах форм, в химерній масі, тягучого лавоподібного типу. Образи живопису пов'язані з деформацією і гіперболізацією, яка в його роботах здається зовсім доречною і необхідною.
Бекон користувався великою, з першого погляду — хаотичною документацією: фотографіями (з них, в тому числі фотографіями Едварда Майбріджа), репродукціями (вирваними з книг з мистецтва, анатомії, антропології, зоології, радіографії), фрагментами сторінок з журналів, газет.
Він вважав фотографію третім оком, яке схоплює невидимі і непередбачені моменти буття: Фотографія схоплює витік, вона — об'єктивна. Але художник перетворює фотозображення у своїх роботах, виводить на інший емоційний рівень сприйняття, оголюючи свій внутрішній світ — тим самим, досягаючи в повній мірі, як вважав Бекон — «таємниці живопису».

## Особисте життя
Френсіс Бекон був геєм. Він був відкритим щодо своєї орієнтації, ще у ті часи, коли у Великій Британії гомосексуальні стосунки між чоловіками були кримінальним злочином. У 1926 році його вигнали з дому після того, як його батько застав Бекона за приміркою спідньої білизни його матері. Наприкінці 1920-х фактично займався ескортом для багатих геїв Лондона. Одного разу Бекон зізнався, що його сексуально приваблював його батько.

## Цитати
«Я вважаю себе ловцем зображень. Для мене зображення важливіше краси живопису… Я — це посередник виразності на службі події і випадку» (Ф. Бекон).